# Geira
Geira, née en 965 et morte en 985 est une princesse wende, la plus âgée des filles du roi Burislav,.

## Biographie
Vers 978, elle se marie avec un prince inconnu qui meurt vers 981.
En 982, elle se remarie avec Olaf Tryggvason,. Ils n'ont pas d'enfant.